# Maylandia melabranchion
Espèce
Maylandia melabranchion est une espèce de poissons d'eau douce de la famille des Cichlidae désormais considérée comme étant un synonyme de Maylandia zebra (Boulenger, 1899).